# Costantino II d'Armenia
Costantino II d'Armenia (Կոստանդին Բ, Gosdantin o Kostantine; ... – 1129) fu Principe della Montagne nella Cilicia armena per un breve periodo nel 1129.
Figlio di Teodoro I, della famiglia dei Rupenidi, succedette a suo padre nel febbraio 1129, ma fu presto imprigionato e poi avvelenato.
Fu sepolto a Trazarg, gli succedette suo zio Leone I.